# سپیداج آتشین
سپیداج آتشین (نام علمی: Metasepia pfefferi) نام یک گونه از راسته سپیداج است.